# Lampides latimargus
Lampides latimargus är en fjärilsart som beskrevs av Pieter Cornelius Tobias Snellen 1878. Lampides latimargus ingår i släktet Lampides och familjen juvelvingar. Inga underarter finns listade i Catalogue of Life.